# Піщанська волость (Старобільський повіт)
Піщанська волость — історична адміністративно-територіальна одиниця Старобільського повіту Харківської губернії із центром у слободі Піски.
Станом на 1885 рік складалася з 4 поселень, 5 сільських громад. Населення — 6909 осіб (3434 чоловічої статі та 3475 — жіночої), 956 дворових господарств.
|                     | Площа, десятин | У тому числі орної, дес. |
| ------------------- | -------------- | ------------------------ |
| Сільських громад    | 14519          | 8600                     |
| Приватної власності | 158            | 70                       |
| Казенної власності  | 3319           | 3319                     |
| Іншої власності     | 83             | 83                       |
| Загалом             | 18079          | 12072                    |

Основні поселення волості станом на 1885:
- Піски — колишня державна слобода при річці Айдар за 60 верст від повітового міста, 2232 особи, 312 дворових господарств, православна церква, школа, лавка, 2 ярмарки на рік.
- Булавинівка — колишня державна слобода при річці Айдар, 1630 осіб, 269 дворових господарств, православна церква, школа, 2 ярмарки на рік.
- Проїзжий — колишній державний хутір, 1187 осіб, 165 дворових господарства.
- Рибенців — колишній державний хутір при річці Айдар, 1190 осіб, 162 дворових господарства.
- Тишків — колишній державний хутір, 670 осіб, 108 дворових господарств.

Найбільші поселення волості станом на 1914 рік:
- слобода Піски — 3854 мешканці;
- слобода Закотне — 5099 мешканців;
- слобода Булавинівка — 2046 мешканців;
- слобода Тишківка — 1110 мешканців;
- хутір Рибящев — 1790 мешканців.

Старшиною волості був Василь Андрійович Рибянців, волосним писарем — Іона Іванович Яровий, головою волосного суду — Антон Кузьмич Полубатько.